# Refuge d'oiseaux migrateurs de la Baie-de-Brador
Le refuge d’oiseaux migrateurs de la Baie-de-Brador est une aire protégée du Canada et l'un des 28 refuges d'oiseaux migrateurs du Québec situé dans la baie de Brador sur le territoire de la municipalité de Blanc-Sablon. Le refuge a pour but de protéger un important site de nidification pour les oiseaux marins.

## Localisation
Le refuge d'oiseaux est située sur les îles aux Perroquets et Greenly, qui sont toutes deux au nord-est du golfe du Saint-Laurent dans le détroit de Belle-Isle. L'île aux Perroquets est située à 2 km au nord-ouest du village de Lourdes-de-Blanc-Sablon et l'île Greenly/île Verte à 2 km au sud du même village.
Le territoire a une superficie de 5,59 km2 avec seulement, 1,02 km2 émergeant de la mer, le reste (4,57 km2) étant une bande de 500 m entourant les deux îles.
Le refuge est entièrement compris dans la municipalité de Blanc-Sablon, en Basse-Côte-Nord.
Cette réserve ornithologique est un lieu de vie pour les oiseaux migrateurs constituant une Zone importante pour la conservation des oiseaux (ZICO de la Baie de Brador).